# Michael (prénom)
Pour les articles homonymes, voir Michael.
Cette page présente le prénom Michael ainsi que ses variantes.
Michael ou Michaël, parfois orthographié Mickael ou Mickaël, Mikael ou Mikaël, ou Micael ou encore Mikhael, est un prénom masculin issu de l'hébreu Mika'el, qui signifie « qui est semblable à Dieu ? ». 
Mickael tire ses origines des textes bibliques. Il fait référence à l'archange saint Michel. Toujours selon les textes bibliques, Michael jouera un rôle décisif lors de l'Apocalypse.

## Occurrence
Aux États-Unis, Michael a été le prénom le plus donné aux nouveau-nés garçons de 1961 à 1998.
Au début du XXIe siècle, le prénom est porté surtout aux États-Unis et dans les autres pays anglophones, ainsi qu'en Allemagne.

## Étymologie
Il correspond en hébreu à une confession de foi signifiant « Qui est comme Dieu ? » (מיכאל, mi-kha-El, pour qui ? - semblable - Dieu).

## Variantes
Le nom présente des variantes dans de multiples langues et comporte de multiples diminutifs. Son équivalent français est Michel.
- ميكال (arabe)
- Michel (français)
- Michael (anglais)
- Michele (italien)
- Michiel (néerlandais)
- Miguel (espagnol et portugais)
- Mika (finnois)
- Mikhaïl (russe)
- Mike (diminutif anglophone)
- Miquel (catalan)
- Mikail (turc)

On trouve également le prénom féminin biblique Mikhal, porté par la fille du roi Saül.

## Fête et saint patron
Michael est célébré comme saint le 29 septembre par les Églises catholique et orthodoxe, en compagnie des archanges Gabriel et Raphaël.

## Histoire
Ce prénom apparaît plusieurs fois dans la Torah, dans le Coran et dans le Nouveau Testament où il désigne notamment l'un des archanges qui, depuis les Pères de l'Église, devient l'incarnation du protecteur dans la littérature théologique chrétienne.

## Homophones
On trouve les patronymes Michaels, Michaelis, Michaeli,  Carmichael, Mikhaylov ou encore Mitchell.